# 比德爾蘇丹國
比德爾蘇丹國（Bidar Sultanate，1489年－1619年），也稱巴里德·沙赫王朝（Barid Shahi dynasty），是一個中世紀後期印度德干蘇丹國。
他的建立者卡西姆·巴里迪是一個來自格魯吉亞的突厥人，他最初為巴赫曼尼苏丹国的穆罕默德·沙三世服務，成為他的總理，在馬哈穆德沙時代成為攝政。他1504年死後，他兒子阿米爾成為總理和控制蘇丹國行政。之後巴赫曼尼蘇丹仍傳四代，但也只是阿米爾的傀儡，1527年巴曼尼蘇丹國末代蘇丹逃走，阿米爾成為事實上統治者，但他沒正式稱王，直到他的兒子阿里才正式稱沙阿。
這蘇丹國最有名的是1565年1月打敗了最後一個印度教帝國毗奢耶那伽罗王朝，在1619年成為蒙兀兒帝國一部分。